# Loc. cit.

Loc. cit. (latin, abréviation de loco citato, signifiant « à l'endroit cité ») est un terme de note de bas de page ou de note de fin utilisé pour renvoyer à la page déjà citée précédemment d'un ouvrage. Loco citato permet de se référer à la page d'une œuvre citée auparavant. À la différence d'ib. ou ibid. (latin, abréviation de Ibidem), qui concerne la dernière citation utilisée, Loc. cit. renvoie à la page d'une œuvre citée précédemment (mais pas immédiatement).
Ces locutions latines permettent d'éviter l'alourdissent généré par des citations à répétition, et ainsi d'alléger le texte tout en en conservant la clarté. Loc. cit. n'est jamais suivi d'un numéro de volume ou de page. Loc. cit. peut être opposé à l'op. cit. (latin, opere citato, dans l'ouvrage cité), dans lequel il est fait référence à un ouvrage précédemment cité, mais à une page différente au sein de celui-ci.